# Championnat du Ghana de football 1964-1965
Navigation
Saison précédente Saison suivante
La saison 1964-1965 du Championnat du Ghana de football est la septième édition de la première division au Ghana, la Premier League. Elle regroupe, sous forme d'une poule unique, les vingt meilleures équipes du pays qui se rencontrent deux fois, à domicile et à l'extérieur. En fin de saison, les trois derniers du classement sont relégués et il n'y a pas de promotion, afin de faire passer le championnat à 17 équipes.
C'est le club d'Asante Kotoko, tenant du titre, qui remporte à nouveau le championnat cette saison après avoir terminé en tête du classement final, devant Hearts of Oak et Great Olympics. C'est le troisième titre de champion du Ghana de l'histoire du club.

## Les clubs participants
| - Hearts of Oak - Asante Kotoko - Cornerstones - Great Olympics - Brong Ahafo United - Great Ashanti - Real Republicans Accra - Defence Stars FC - Sekondi Hasaacas - Promu de D2 - Brong Ahafo Stars | - Eleven Wise - Ghana Independance FC - Mysterious Dwarfs - Venomous Vipers - Fankobaa Swedru - Wassaman FC - Promu de D2 - Eastern Rovers - Adansi United - Susu Biribi FC - Harbour City FC |

## Compétition
Le barème de points servant à établir les classements se décompose ainsi :
- Victoire : 2 points
- Match nul : 1 point
- Défaite : 0 point

### Classement
| Rang | Équipe                 | Pts | J  | G  | N  | P  | Bp  | Bc  | Diff |
| ---- | ---------------------- | --- | -- | -- | -- | -- | --- | --- | ---- |
| 1    | Asante KotokoT         | 50  | 29 | 23 | 4  | 2  | 116 | 27  | +89  |
| 2    | Hearts of Oak          | 45  | 30 | 19 | 7  | 4  | 61  | 25  | +36  |
| 3    | Great Olympics         | 44  | 29 | 20 | 4  | 5  | 88  | 33  | +55  |
| 4    | Real Republicans Accra | 42  | 29 | 19 | 4  | 6  | 62  | 26  | +36  |
| 5    | Brong Ahafo United     | 37  | 30 | 13 | 11 | 6  | 51  | 39  | +12  |
| 6    | Cornerstones           | 36  | 30 | 15 | 6  | 9  | 53  | 40  | +13  |
| 7    | Ghana Independance FC  | 36  | 30 | 15 | 6  | 9  | 45  | 39  | +6   |
| 8    | Defence Stars FC       | 34  | 30 | 13 | 8  | 9  | 53  | 50  | +3   |
| 9    | Great Ashanti          | 32  | 30 | 11 | 10 | 9  | 69  | 50  | +19  |
| 10   | Susu Biribi FC         | 29  | 30 | 11 | 7  | 12 | 42  | 48  | -6   |
| 11   | Venomous Vipers        | 28  | 29 | 12 | 4  | 13 | 45  | 44  | +1   |
| 12   | Sekondi HasaacasP      | 28  | 30 | 11 | 6  | 13 | 41  | 45  | -4   |
| 13   | Mysterious Dwarfs      | 26  | 30 | 8  | 10 | 12 | 46  | 51  | -5   |
| 14   | Eleven Wise            | 24  | 30 | 9  | 6  | 15 | 38  | 45  | -7   |
| 15   | Eastern Rovers         | 24  | 30 | 8  | 8  | 14 | 41  | 55  | -14  |
| 16   | Adansi United          | 23  | 30 | 8  | 7  | 15 | 51  | 68  | -17  |
| 17   | Brong Ahafo Stars      | 20  | 30 | 5  | 10 | 15 | 35  | 49  | -14  |
| 18   | Fankobaa Swedru        | 14  | 30 | 5  | 4  | 21 | 34  | 81  | -47  |
| 19   | Harbour City FC        | 12  | 30 | 3  | 6  | 21 | 25  | 77  | -52  |
| 20   | Wassaman FCP           | 12  | 30 | 2  | 8  | 20 | 24  | 122 | -98  |

|  | Qualification pour la Coupe des clubs champions africains 1966                        |
|  | Relégation directe en deuxième division                                               |
|  | T : Tenant du titre C : Vainqueur de la Coupe du Ghana P : Promu de deuxième division |

## Bilan de la saison
| Championnat du Ghana de football 1964-1965 |                          |
| Champion                                   | Asante Kotoko (3e titre) |
| Coupes et trophées                         |                          |
| Vainqueur de la Coupe du Ghana 1964-1965   | Finale non disputée      |
| Qualifications continentales               |                          |
| Coupe des clubs champions africains 1966   | Asante Kotoko            |
| Promotions et relégations                  |                          |
| Promus en Premier League                   | Aucun                    |
| Relégués en Second League                  | Fankobaa Swedru          |
| Relégués en Second League                  | Harbour City FC          |
| Relégués en Second League                  | Wassaman FC              |